# Tombusviridae
Tombusvidae es una familia de virus que infectan plantas. Contienen un genoma ARN monocatenario positivo y por lo tanto se incluyen en el Grupo IV de la Clasificación de Baltimore. Pertenecen a esta familia el Virus del enanismo ramificado del tomate (TBSV) y el Virus de la necrosis del pepino (CNV) con una longitud del genoma de aproximadamente 4,8 kb.

## Descripción
Los viriones tienen un diámetro de aproximadamente 30 nm y no presentan envoltura. Tienen una cápside isométrica con simetría T=3 y por lo tanto formada por 180 subunidades.
El genoma tiene aproximadamente 4,6 a 4,8 kb de longitud, carece de un casquete de 5 ' y una cola de poli (A), y codifica de 4 a 6 ORF. La ARN polimerasa codifica un codón de parada ámbar que es el sitio de un evento de lectura dentro de ORF1, produciendo dos productos necesarios para la replicación. No hay helicasa codificada por el virus.

## Taxonomía
La familia incluye los siguientes géneros y subfamilias:
- Luteovirus
- Calvusvirinae
  - Umbravirus
- Procedovirinae
  - Alphacarmovirus
  - Alphanecrovirus
  - Aureusvirus
  - Avenavirus
  - Betacarmovirus
  - Betanecrovirus
  - Gallantivirus
  - Gammacarmovirus
  - Macanavirus
  - Machlomovirus
  - Panicovirus
  - Pelarspovirus
  - Tombusvirus
  - Zeavirus
- Regressovirinae
  - Dianthovirus